# 신도 케이
신도 케이(일본어: 真堂 圭, 1984년 9월 10일 - )는 일본의 여자 성우다. 악셀원 소속(전 프로덕션 바오밥), 지바현 출신.
본명은 사이토 케이(일본어: 齋藤 圭)로 데뷔 당시엔 본명으로 활동했으나 현재의 이름으로 개명했다.

## 개요
- 애니메이션 SPEED GRAPHER의 주인공 텐노지 카구라 역을 정하기 위한 일반공모 오디션에 참가, 2056명의 참가자 중에서 뽑히게 된다. 떨어지면 학생 시절의 마지막 추억으로 삼고 평범하게 졸업후 취직할 생각이었다고 한다. 성우 양성소나 극단에 소속된 경험이 없는 사람이 합격하는 경우는 매우 드물다고 한다(다른 예로는 사와시로 미유키가 있다).
- 데뷔후 2005년 3월 프로덕션 바오밥 소속이 되었고, 10월에 현재의 예명인 신도 케이로 개명했다. 본인은 특별한 의미는 없다고 말했지만, 소속사의 의향이었다는 언급도 있었다.

## 출연작품

### TV 애니메이션
2005년
- SPEED GRAPHER (텐노지 카구라)

2006년
- 꿈의 사도 (미시마 린코)
- 러브겟CHU ~미러클 성우백서~(카와무라 마유)
- 소녀는 언니를 사랑한다(타카나시 케이)
- 왕왕 세레푸 (이누야마 루미)
- 마지카노 (어린 요시카와 하루오)

2007년
- 일기당천 Dragon Destiny (유비현덕)
- 오오에도 로켓 (오누이)
- 기동전사 건담 00 (왕류미)
- 아이들의 시간 (카가미 쿠로)
- 뱀부 블레이드 (하라다 코나츠)

2008년
- 일기당천 Great Guardians (유비현덕)
- 기동전사 건담 00 세컨드 시즌 (왕류미)

2009년
- 마리아 님이 보고 계셔 4th season (아츠코)
- 메탈베이블레이드 (아마노 마도카)
- 다마고치! (러블리치/러블린)

2010년
- 하나마루 유치원(안즈)
- 수호천사 히마리(시즈쿠)

2011년
- 다마고치! (첼로치)

2012년
- 다마고치! (러브쨩)
- 다마고치! 꿈 키라 드림 (카라쿠치, 아미아미치, 치비피에로치, 러블리치)

2014년
- GO-GO 다마고치! (러블리치/러블린, 카라쿠치, 아미아미치)

2015년
- 다마고치! 다마 토모 다이슈 GO (러블리치)
- 포켓몬스터 X·Y (밀피유)
- 포켓몬스터 XY&Z (밀피유)

2016년
- 포켓몬스터 썬&문 (릴리에)

2017년
- 견습신 비밀의 코코타마 (피코타)

2018년
- 신칸센 변형로보 신카리온 THE ANIMATION (세이류)

2019년
- 포켓몬스터 W (고우 (6살), 릴리에)

### OVA
2009년
- 아이들의 시간 제2기 (카가미 쿠로)
- 다마고치! (러블리치)

### 극장판
- 영화 포켓몬스터 다이아몬드&펄 : 아르세우스 초극의 시공으로 (카코)
- 영화 크레용 신짱 : 폭풍을 부르는 황금 스파이 대작전 (여대생)
- 다마고치 비밀의 배송 대작전 (러블리치)

### 게임
- 일기당천 Shining Dragon (유비현덕)
- 로로나의 아틀리에 (리오넬라 에인세)
- Dream C Club (미안)
- 다마고치의 나리키리 채널 (러블리치)
- 다마고치의 나리키리 챌린지 (러블리치)
- 다마고치 콜렉션 (러블리치)

### 라디오
- 전·사이토 케이의 스피드 그래퍼 (인터넷 라디오) : 2005년
- 코지카라디오 (인터넷 라디오. 키타무라 에리, 카도와키 마이와 공동진행) : 2007년 8월 31일 - 2009년 6월 26일
- 신도 케이의 NECO펀치☆ (휴대폰) : 2009년 6월 2일 -

### 드라마 CD
- 디지몬 테이머즈 스페셜 드라마 CD - Days, 정보와 비일상 (테리어몬)